# Houston Shootout 1985
Lo Houston Shootout 1985 è stato un torneo di tennis giocato sul sintetico indoor. È stata la 1ª edizione dello Houston Shootout, che fa parte del Nabisco Grand Prix 1985. Il torneo si è giocato a Houston negli USA, dal 25 febbraio al 3 marzo 1985.

## Campioni

### Singolare maschile
John McEnroe ha battuto in finale  Kevin Curren con il punteggio di 7–5 6–1 7–6

### Doppio maschile
Peter Fleming /  John McEnroe hanno battuto in finale  Hank Pfister /  Ben Testerman con il punteggio di 6–3, 6–2